# Ixcanelco
Ixcanelco är en ort i Mexiko.   Den ligger i kommunen Tantoyuca och delstaten Veracruz, i den sydöstra delen av landet, 210 km nordost om huvudstaden Mexico City. Ixcanelco ligger 85 meter över havet och antalet invånare är 959.
Terrängen runt Ixcanelco är platt åt nordost, men åt sydväst är den kuperad. Runt Ixcanelco är det ganska tätbefolkat, med 65 invånare per kvadratkilometer. Närmaste större samhälle är Huautla, 15,5 km sydväst om Ixcanelco. Omgivningarna runt Ixcanelco är en mosaik av jordbruksmark och naturlig växtlighet.